# Фурса, Дмитрий Трофимович
Дмитрий Трофимович Фурса (1900—1973) — советский военный инженер, участник Великой Отечественной войны, генерал-майор инженерных войск (13.09.1943).

## Биография
Родился 25 октября 1900 года в семье казачьего урядника Трофима Фёдоровича Фурсы и его жены Прасковьи. Яковлевны. В 1920 году поступил в школу красных командиров.
В начале Великой Отечественной войны подполковник Фурса – корпусной инженер 66-го стрелкового корпуса 21-й армии. Отличился в боях в районе городов Прилуки, Бобруйск, Гомель. С февраля 1942 года служил начальником инженерных войск 21-й армии. 
В майских боях его подчиненные обеспечили вывод на участке 76-й стрелковой дивизии переправочных парков на исходное положение в труднейших условиях, что способствовало успешному форсированию реки Северский Донец. 5 ноября 1942 года подполковник Фурса был удостоен первого ордена – Красной Звезды.
В дальнейшем, уже будучи полковником, Д. Т. Фурса становится начальником инженерных войск 57-й армии. В ходе Сталинградской битвы обеспечил грамотную систему обороны в районе Красноармейска и ряда сел.
В период подготовки операции по разгрому фашистских войск под Сталинградом в сложных условиях инженерный отдел под руководством Д. Т. Фурсы проделал огромную работу, обеспечив наступающие войска боеприпасами, продовольствием и фуражом, которые переправлялись через р. Волгу.
Во время прорыва обороны под Сталинградом инженерные войска под руководством Д.Т. Фурсы обеспечили успешное продвижение наших наземных войск. Во время наступления саперы Фурсы обезвредили около 20 тысяч мин, что помогло успешному наступлению советских войск. За эти бои полковник Фурса был награжден орденом Отечественной войны 1-й степени.
В сентябре 1943 года полковника Фурсу назначают начальником инженерных войск 5-й ударной армии Юго-Западного фронта. Его войска проводили инженерное обеспечение войск в ходе Мелитопольской операции, при форсировании Днепра, в ходе Никопольско-Криворожской, Березнеговато-Снигиревской, Одесской, Ясско-Кишиневской наступательных операций.
31 августа 1944 года за обеспечение переправ через реку Днестр при проведении Ясско-Кишиневской операции по освобождению Молдавии и Румынии Дмитрий Трофимович награжден орденом Красного Знамени, 13 сентября 1944 года Д. Т. Фурса стал генерал-майором. Вскоре, 19 сентября 1944 года, награждается вторым орденом Красного Знамени.
В дальнейшем саперы, мостостроители, минеры Фурсы участвовали в Висло-Одерской и Берлинской наступательных операциях.
За успешное инженерное обеспечение войск 5-й ударной армии при штурме Берлина командующий 5-й ударной армией 1-й комендант и начальник гарнизона поверженного Берлина генерал Берзарин представил генерала Д.Т. Фурсу к званию Героя Советского Союза. 12 мая наградной лист был подписан начальником инженерных войск 1-го Белорусского фронта генерал-полковником Героем Советского Союза А. И. Прошляковым. Тем не менее, Верховный главнокомандующий И. Сталин оценил подвиг генерала орденом Суворова 2-й степени.
После победы генерал-майор Дмитрий Трофимович Фурса продолжил службу в армии. Умер 10 апреля 1973 года. Был похоронен на Сулажгорском кладбище города Петрозаводска.

## Оценка деятельности
Генерал-лейтенант И. П. Рослый, в своих мемуарах так отзывался о генерале Фурсе:

Начальник инженерных войск 5-й ударной армии генерал Дмитрий Трофимович Фурса мужественно нес на своих плечах ответственность за постройку мостов через Пилицу, по которым, прежде чем выйти на оперативный простор польской равнины, переправятся войска 2-й гвардейской танковой армии генерала Богданова. Заминка могла нарушить оперативные планы, продуманные и до тонкостей разработанные в штабе маршала Жукова. А тут и генерал Богданов наступает на пятки: к реке начали подходить его танки.
Не случайно Дмитрий Трофимович еще вчера завернул ко мне на наблюдательный пункт, чтобы на месте уточнить, как идут дела в корпусе и скоро ли мы одолеем эту проклятую реку и возьмем населенный пункт Пальчево, где как раз и намечалось построить мост. Генерал нервничал. Ему хотелось быть уже на Пилице, а там все ещё шёл бой.
Но теперь все волнения остались позади: стараниями 7-й понтонно-мостовой и 61-й инженерно-саперной бригад мосты через Пилицу построены, а захваченные — укреплены, и по ним двинулись войска 2-й гвардейской танковой армии, скопившиеся в течение ночи перед рекой.

Деятельность генерала Фурсы во время Висло-Одерской операции высоко оценил Ф. Е. Боков, член Военного совета 5-й ударной армии:

Инженерные войска армии во главе с генерал-майором Д. Т. Фурсой в Висло-Одерской операции проявили высокую оперативность и инициативу, буквально творили чудеса, обеспечивая форсирование шести значительных водных преград: рек Пилица, Бзура, Нетце, Драге, Одер и межозерья Гопло и Слесинское. В ходе наступления они построили 19 мостов грузоподъемностью до 60 тонн и общей протяженностью около километра, разминировали 1130 километров дорог и 48 населенных пунктов.

## Награды
- Орден Ленина (06.11.1945)
- 4 ордена Красного Знамени (31.08.1944, 15.09.1944, 03.11.1944, 15.11.1950)
- 2 ордена Суворова 2-й степени (06.04.1945, 31.05.1945[6])
- Орден Отечественной войны 1-й степени (01.04.1943)[7]
- Орден Красной Звезды (05.11.1942)[8]
  - медали